# Национал-социалистический союз немецких доцентов
Национал-социалистический союз немецких доцентов (нем. Nationalsozialistischer Deutscher Dozentenbund, сокр. NS-Dozentenbund аббрев. NSDDB) — общественная организация в нацистской Германии (1935—1945), объединявшая в своих рядах преподавателей-членов НСДАП и являвшаяся её структурным подразделением. Руководитель Союза имел звание Reichsdozentenführer.

## История создания
Создан в июле 1935 года по распоряжению Рудольфа Гесса как подразделение НСДАП в высших учебных заведениях. Целью создания было установление политического контроля над университетами и преподавателями вузов.
В задачи союза входило:
- решающее участие в выборе преподавательского состава высшей школы;
- обучение всего преподавательского состава высшей школы в духе национал-социалистического мировоззрения в сотрудничестве с руководителем рейха по организационным вопросам и главным управлением по вопросам обучения;
- содействие тому, чтобы всё высшее образование соответствовало стремлениям партии.

В союз могли вступать все преподаватели высших учебных заведений, в том числе не члены НСДАП. Члены союза одновременно могли быть членами Национал-социалистического союза немецких учителей.
Руководитель окружного союза доцентов относился к штабу гауляйтера и подчиняется ему в дисциплинарном отношении. В профессиональном отношении он подчинялся руководителю управления НССНД в рамках рейха.

## Руководители
- Вальтер Шультце (24 июля 1935 — 29 июня 1944)
- Густав Адольф Шеель (29 июня 1944 — 8 мая 1945)